# Закиев, Ильхам Азизага оглы
Ильхам Азизага оглы Закиев (азерб. İlham Əzizağa oğlu Zəkiyev; род. 3 марта 1980, Сумгаит, СССР) — азербайджанский дзюдоист-паралимпиец, выступающий в весовой категории 90 и более килограммов и категории инвалидности J1 (с нарушением зрения), участник шести Паралимпийских игр, двукратный паралимпийский чемпион (2004, 2008), трёхкратный бронзовый призёр Паралимпийских игр (2012, 2020 и 2024).
Закиев — чемпион мира в личном зачёте (2010) и победитель Всемирных игр (2007), чемпион мира в командном зачёте (2022), восьмикратный чемпион Европы в личном зачёте (2005, 2007, 2009, 2011, 2013, 2015, 2017, 2022), чемпион I Европейских игр 2015 года, чемпион Европы в командном зачёте (2019), вице-президент Национального паралимпийского комитета Азербайджана, заслуженный мастер спорта Азербайджана по дзюдо, заслуженный тренер Азербайджана, обладатель седьмого дана. Лучший спортивный деятель 2013 года.
Награждён орденом «Слава» (дважды), орденом «За службу Отечеству» всех трёх степеней и медалью «Прогресс». Был знаменосцем азербайджанской сборной на торжественной церемонии открытия летних Паралимпийских игр 2008 года в Пекине, игр 2012 года в Лондоне и игр 2016 года в Рио-де-Жанейро. На родине Ильхам Закиев считается героем. Серьёзно начал заниматься дзюдо после полученного во время службы в армии пулевого ранения в голову, вызвавшего слепоту.

## Биография

### Детство и юность
Ильхам Закиев родился 3 марта 1980 года в городе Сумгаите Азербайджанской ССР в семье рабочего Азизаги Закиева. У Ильхама три брата и одна сестра, среди которых Ильхам самый младший. Среднее образование получил в школе № 5 города Сумгаит. Старший на три года брат Ильхама Фикрет Закиев был борцом. Благодаря ему Ильхам тоже начал интересоваться спортом.

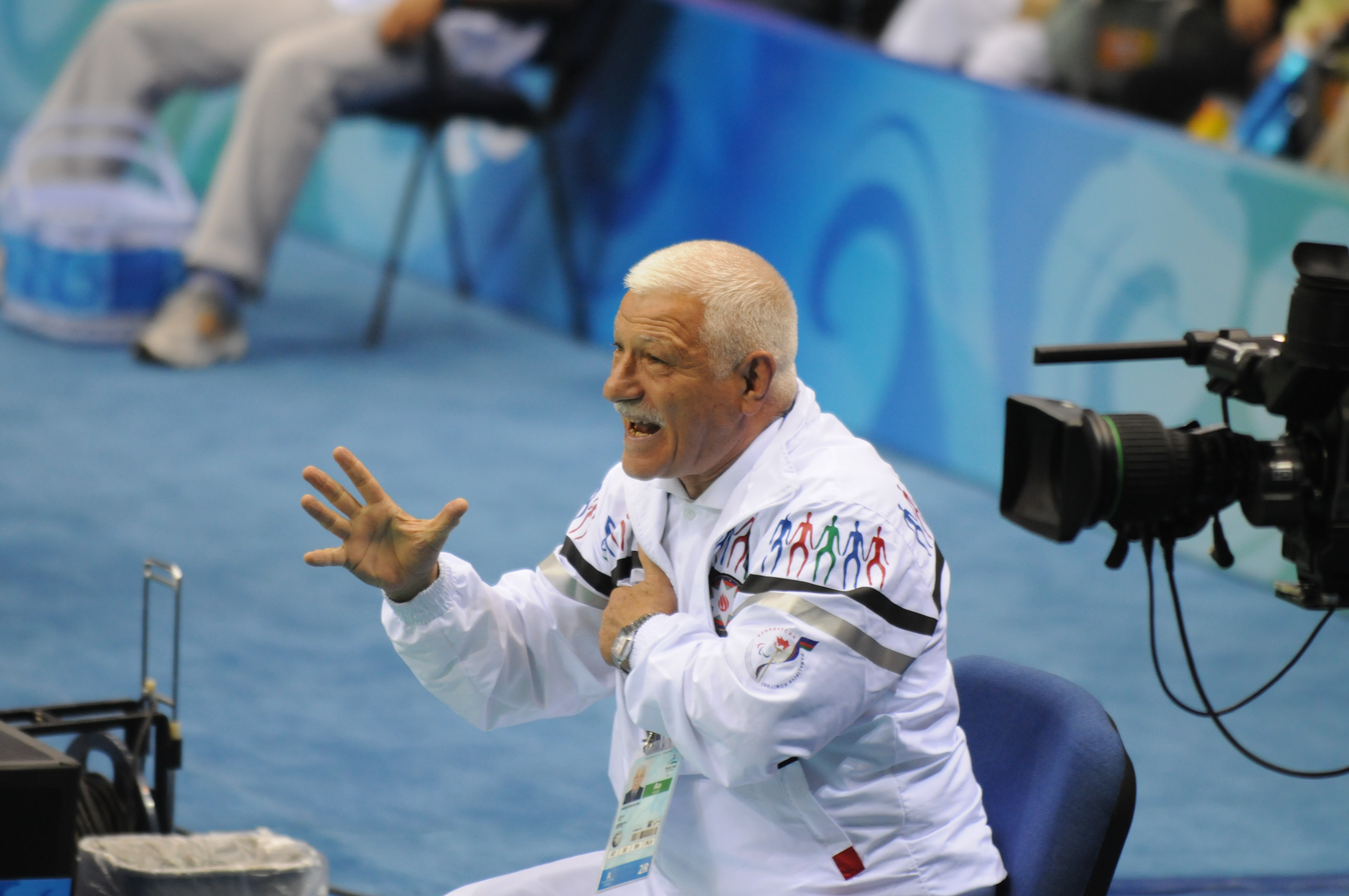
Ахмеддин Раджабли, под руководством которого Закиев начал заниматься дзюдо и впоследствии дважды становился Паралимпийским чемпионом

С 15 лет Ильхам начал заниматься дзюдо и тренироваться на сумгаитском стадионе имени Мехти Гусейн-заде под руководством заслуженного тренера республики Ахмеддина Раджабли, возглавлявшего с 1981 по 1989 год национальную команду Азербайджанской ССР по дзюдо. За очень короткий срок Ильхам начал добиваться успехов, стал чемпионом Сумгаита, призёром молодёжного чемпионата Азербайджана по дзюдо и чемпионом юношеского первенства страны по самбо.
В 1998 году Ильхам, уже будучи дзюдоистом-тяжеловесом, должен был поехать в Москву на Всемирные юношеские игры, но на соревнования его не взяли, и он пошёл в армию.

### Военная служба. Потеря зрения
Последнее соревнование для Ильхама до службы в армии состоялось в 1998 году, когда в июне он выиграл кубок страны по дзюдо. 2 июля этого же года он отправился служить в вооружённых силах Азербайджанской Республики. Службу проходил в Физулинском районе, в зоне соприкосновения армянских и азербайджанских вооружённых сил. По словам тренера, у сослуживцев Ильхам Закиев пользовался особым уважением руководство было им тоже довольно. Физическими показателями он отличался от своих сверстников. В связи с этим он был зачислен в разведчики.
9 февраля 1999 года при выполнении боевого задания в селе Ашагы Абдурахманлы Физулинского района Закиев был тяжело ранен в голову; пуля армянского снайпера, войдя в левый висок, вышла из правого. Пять дней Закиев находился в коме. Надежды на то, что он выживет, не оставалось, но на пятый день Закиев проснулся в районной больнице, услышав голос звавшей его матери. Однако, открыв глаза, он ничего не увидел. Выяснилось, что Закиев ослеп. Его мать вспоминает:
Мы нашли его в районном военном госпитале. Положение его было тяжёлое. Врачи опустили руки: «Так как он спортсмен, его сердце ещё оказывает сопротивление», — говорили они. Я позвала его, сказала: «Ильхам». Ильхам с болью в голосе сказал в ответ: «Мне холодно». Все вдруг поняли: Ильхам одержал верх над смертью. Быстро сняв с плеч жакет, накрыла им его... Потом села рядом и дала тёплый чай.
Оригинальный текст (азерб.)…gəlib onu rayonda hərbi hospitalda tapdıq. Vəziyyəti çox ağır idi. Həkimlər əllərini üzmüşdülər, «İdmançı olduğu üçün ürəyi hələ ki müqavimət göstərir» — dedilər. Mən onu çağırdım, «İlham» — dedim. İlham mənə ağrı və sızıltılı bir səslə cavab verdi: «Üşüyürəm» — dedi. Birdən hamı başa düşdü ki, İlham ölümünü üstələyib. Tez əynimdəki jaketi çıxarıb onun üstünə saldım… Sonra yanında oturub isti çay verdim…
По словам врачей, то, что Закиев выжил после такого ранения, — это чудо. Домой он вернулся как карабахский инвалид первой группы.

### Четырёхлетний перерыв
Оставшись в 19 лет без зрения, Ильхам Закиев, по его же словам, недолго находился в трудной ситуации. Благодаря друзьям и семье он смирился со случившимся и недолго переживал. В то время Закиеву вернуться в большой спорт казалось фантастическим шагом. Тем не менее он искал вид спорта, каким бы ему можно было заниматься.
В 2002 году Закиев встретился с министром спорта и молодёжи Абульфасом Гараевым, который помог ему отправиться на обследование в Москву. Однако там ему заявили, что пока наука не может вернуть зрение в подобных случаях. Вернувшись в Азербайджан, Закиев вновь обратился в министерство за советом, каким бы паралимпийским видом спорта он мог бы заниматься. Там ему сообщили, что существует дзюдо и для слепых.

### Возвращение в большой спорт и дальнейшая карьера

#### 2000-е

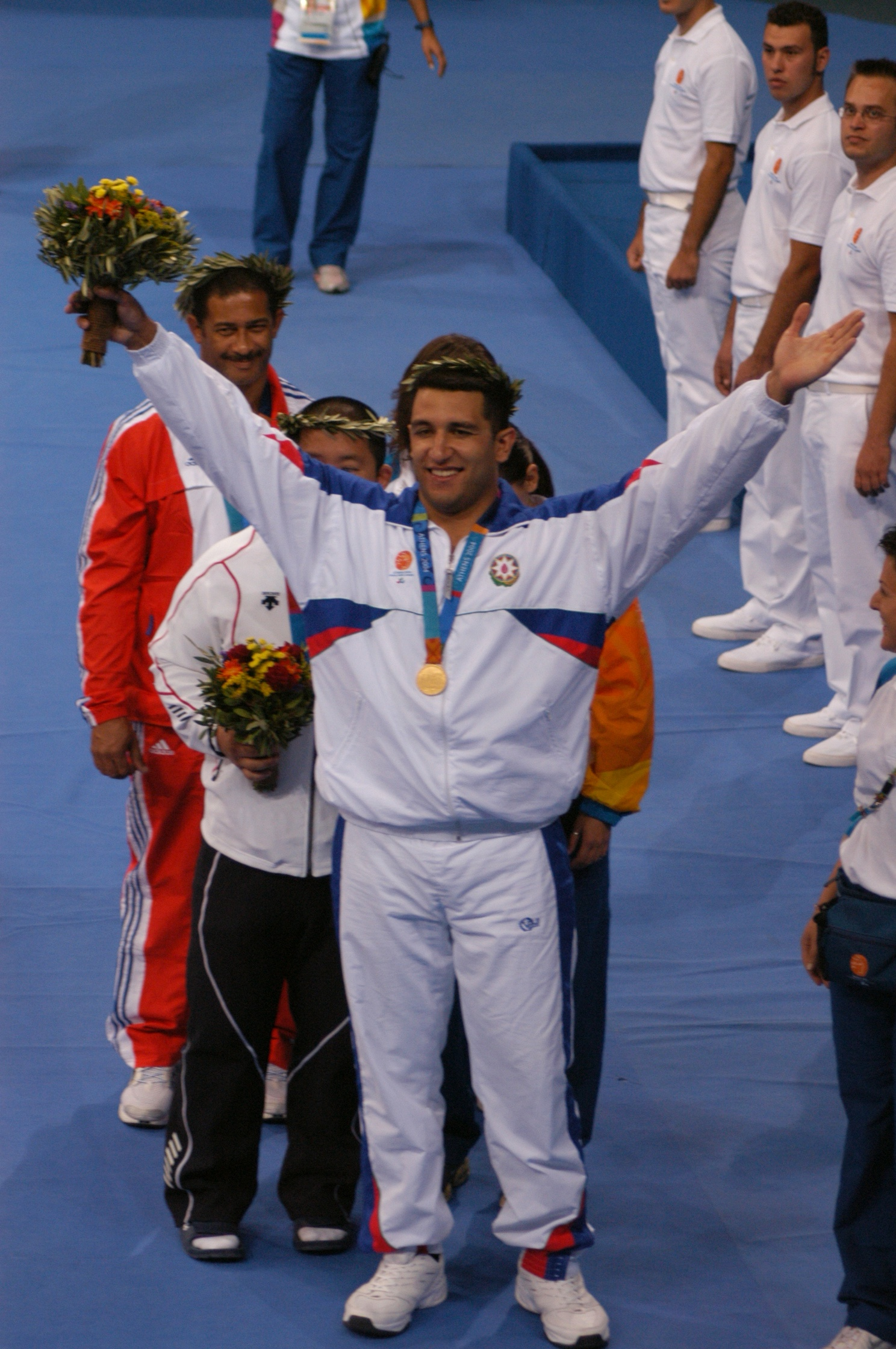
Закиев на церемонии награждения Паралимпийских игр 2004 года в Афинах

В ноябре 2002 года Закиев вновь приступил к тренировкам под началом Ахмеддина Раджабли, своего бывшего тренера. Ему нужно было принять участие во II Всемирных играх среди слепых и слабовидящих атлетов, которые должны были пройти в 2003 году в канадском городе Квебек. Важность этого соревнования состояла и в том, что оно давало возможность завоевать путёвку на Паралимпийские игры 2004 года. Этот чемпионат мира стал первым соревнованием Ильхама Закиева после потери зрения. Подготовка Закиева была также не очень высокой. Несмотря на это, Ильхам взял на играх «бронзу», проиграв лишь в полуфинале Рафаэлю Торресу Помпе из Кубы, и получил право на участие в Паралимпиаде в Афинах.
Ильхам Закиев был единственным дзюдоистом, который представлял Азербайджан на Паралимпиаде 2004 года. С момента выступления в Квебеке тренер Закиева Ахмеддин Раджабли заставил своего подопечного поправиться с 107 до 118 кг. Соревнования по дзюдо проходили в Олимпийском зале Ано Лиосиа. Первая встреча на играх была со спортсменом из Кубы, которому Закиев проиграл в Квебеке. Однако в Греции Ильхам одержал победу всего за 1 минуту 40 секунд. В полуфинале он победил испанского спортсмена за 37 секунд. В финале Закиевым была одержана победа броском иппон над спортсменом из Великобритании за 1 минуту 2 секунды. Таким образом, Ильхам Закиев стал чемпионом Паралимпийских игр.
Через год в нидерландском городе Влардингене Ильхам Закиев стал чемпионом Европы, победив в финале дзюдоиста из Франции Жюльена Торина, а в 2006 году на проходившем во французском Бромма чемпионате мира выиграл «бронзу», заняв третье место в командном зачёте (в индивидуальном же проиграл на старте кубицу Хименесу, а в утешительной схватке — французу Торину). В 2007 году на лицензионном чемпионате Европы, проходившем в Баку, Закиев стал двукратным чемпионом Европы. В этом же году он стал победителем Всемирных игр, проходивших в Бразилии. Первым соперником Закиева в Бразилии был китаец Ван Сун, которого он одолел на прошлогоднем чемпионате мира в командном первенстве. Победил его Ильхам и на этот раз, причём досрочно. Во второй схватке Закиеву противостоял француз Жюльен Турин, которого тот уже дважды побеждал в финалах чемпионатов Европы. В Бразилии на четвертьфинальной стадии Закиев вновь оказался сильнее. Затем его ждала встреча с американцем Грегом Дювалем, с которым он ранее не встречался, но Дювалю была известна манера ведения схватки Закиева. С ним Закиеву, по его же словам, было сложнее, чем с двумя предыдущими оппонентами, но в итоге был зафиксирован иппон в пользу азербайджанского спортсмена. Наконец, в финале соперником Закиева был кубинец Янгалини Хименес, которому Закиев проиграл на прошлом чемпионате мира и очень хотел взять реванш. И ему это удалось.

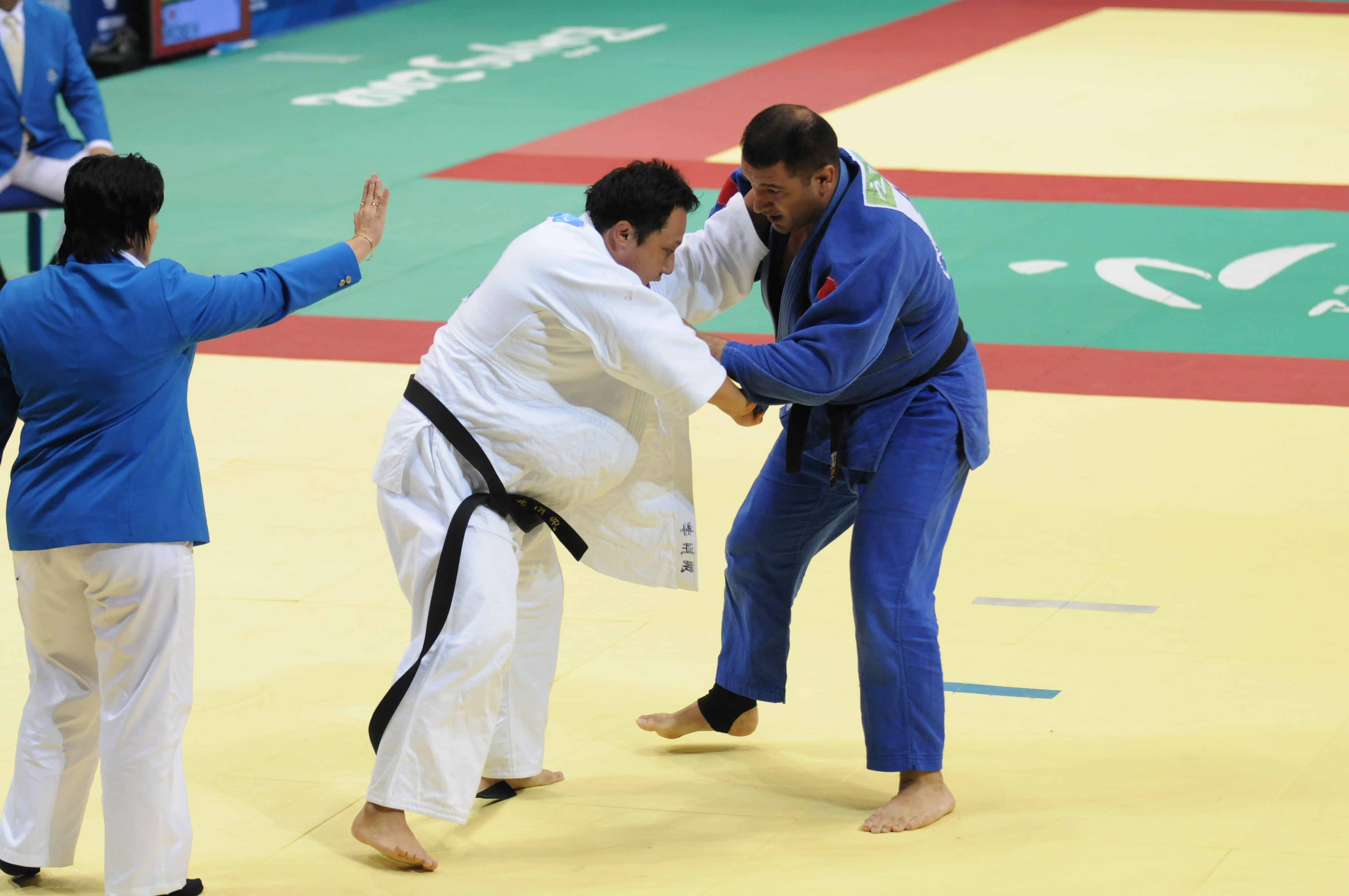
Ильхам Закиев на Пекинской паралимпиаде 2008 года

В 2008 году в Пекине Закиев принял участие во второй для себя паралимпиаде. Выступая в весовой категории 100 и более килограммов, Ильхам начал выступление, победив сначала француза Жюльена Турина иппоном всего за пять секунд. Это открыло ему путь в полуфинал, где он одолел Пак Джун Мина из Республики Корея удержанием. Наконец в финале Ильхам Закиев победил местного, китайского, дзюдоиста Вана Суна тоже удержанием, завоевав золотую медаль Паралимпиады. Таким образом, Ильхам Закиев стал двукратным паралимпийским чемпионом. Закиев вспоминает о своём выступлении на этих играх:
Первым оказался французский спортсмен, которого я два раза обыграл в финальных встречах чемпионатов Европы. То есть, мы были неплохо знакомы друг с другом. Всего за 5 секунд «иппоном» я победил его. Полуфинальная встреча прошла несколько сложнее. Я не был знаком с техникой своего корейского соперника. В чемпионате мира в 2006 году он занял второе место. В связи с возникшими на тот период проблемами со здоровьем я не смог получить награду. Так, за 1 минуту 45 секунд с полным превосходством я смог обыграть своего соперника. Финальная же встреча была более волнительной. Китайский спортсмен получал большую поддержку болельщиков, но, это продолжилось всего 40 секунд, в ответ на что, спортивный зал заполнили слова «Азербайджан», «Азербайджан». В Пекинской Паралимпиаде впервые прозвучал государственный гимн Азербайджана. Я как спортсмен очень счастлив. Желаю каждому спортсмену испытать эти чувства.
Согласно указу Президента Азербайджана Ильхама Алиева от 5 февраля 2008 года Ильхаму Закиеву была вручена специально учреждённая в 2002 году олимпийская стипендия. 25 декабря этого же года Ильхам Закиев за особые заслуги в развитии азербайджанского спорта указом президента был награждён орденом «Слава».
В 2009 году Ильхам Закиев стал победителем чемпионата Европы, проходившего в Дебрецене. Таким образом, он стал трёхкратным чемпионом Европы. В этом же году он получил звание заслуженного мастера спорта.

#### 2010-е

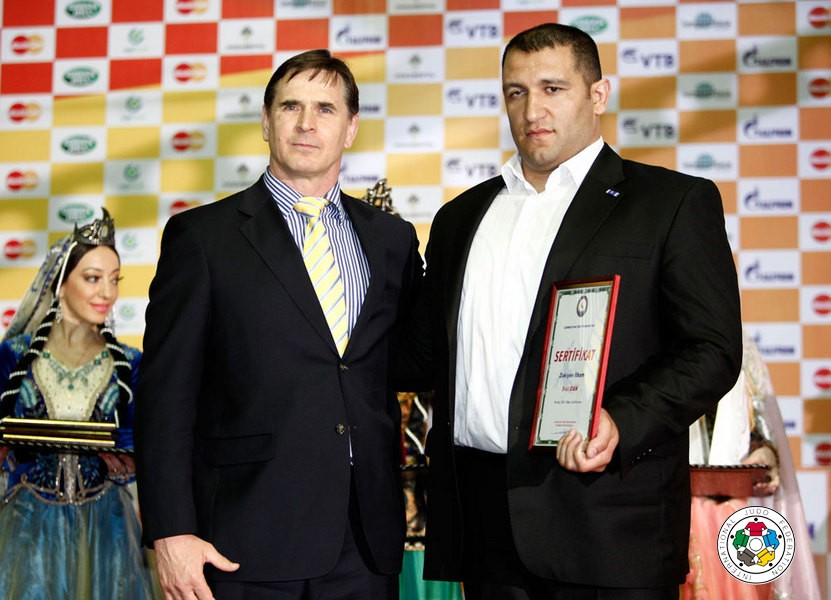
Главный директор спорта Международной федерации дзюдо Владимир Барта вручает Ильхаму Закиеву диплом о присвоении пятого дана. 7 мая 2011, Баку

В январе 2010 года Закиев стал победителем открытого чемпионата Германии, проходившего в Гейдельберге. В этом же году в турецкой Анталье Ильхам Закиев стал чемпионом мира. Сам Закиев так вспоминает о своём выступлении в Спортивном зале Дилек Сабанджи, где проходил чемпионат:
…На самом же чемпионате мира был немало новых соперников, которых ранее я не встречал на предыдущих чемпионатах мира. Но все они очень хорошо знали меня, мою технику, поэтому много работали над выработкой новой тактики, приемами. В целом не скажу, что мне досталась хорошая жеребьёвка, так как на чемпионате мира не бывает слабых соперников. В первой схватке мне достался канадец, которого я не знал, и во время поединка я понял, что он хорошо меня изучил. Тем не менее с канадцем у меня схватка продолжалась 37 секунд.

В следующей схватке я выиграл своего давнего знакомого Янгалини Хименеса из Кубы. Представителя Острова свободы я выигрывал в финале прошлого чемпионата мира, а в позапрошлом мировом первенстве я ему проиграл. На этот раз для победы над кубинцем мне потребовалось 1:45 минуты. В следующей схватке я выиграл своего давнего соперника венгра Пап Габора и вновь досрочно за минуту. В финале же мне противостоял иранский дзюдоист, который был перед чемпионатом мира на сборах у нас в Сумгайыте и достаточно хорошо был знаком с моей борьбой. Но и в финале мне удалось победить досрочно иппоном, уложил соперника на лопатки за три минуты. В результате мне удалось во второй раз выиграть титул чемпиона мира…

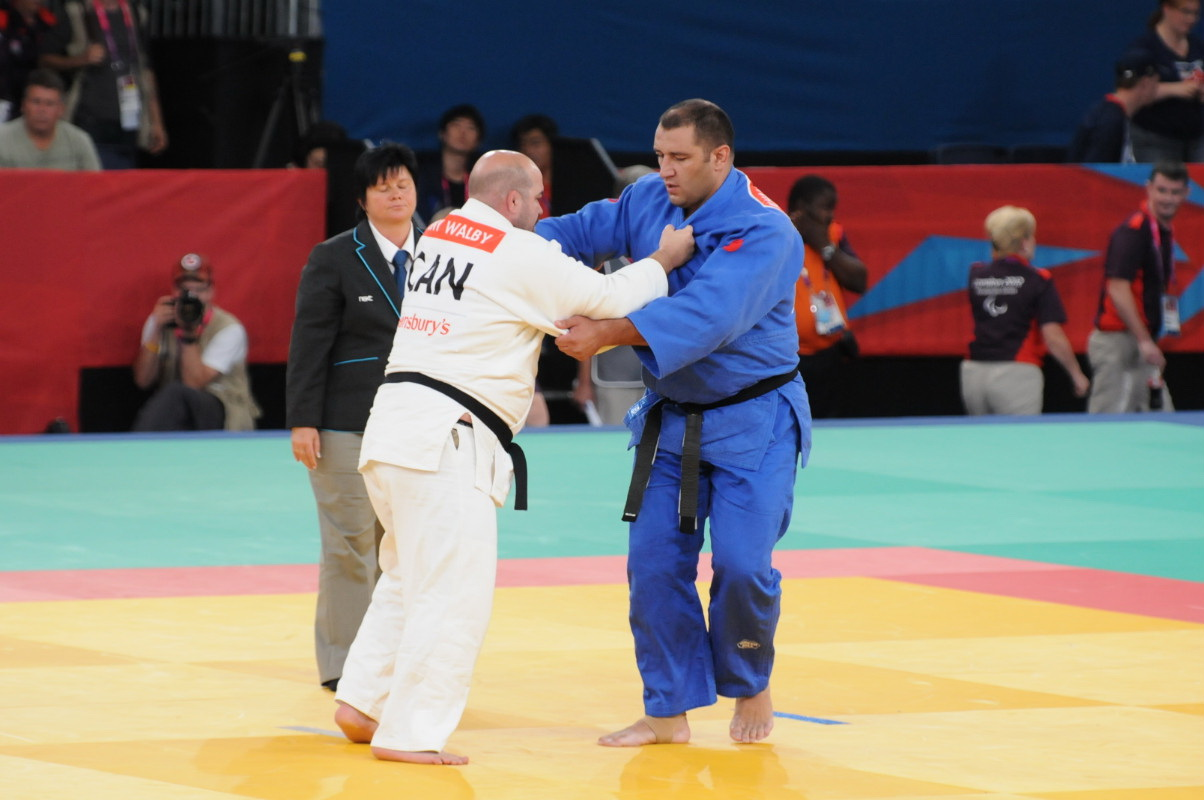
Закиев борется с Тони Уолби из Канады в утешительной схватке на Лондонской паралимпиаде 2012 года

В 2011 году на Всемирных играх, проходивших в той же Анталье, Закиев занял второе место, получив лицензионные баллы на Паралимпиаду 2012 года.
В мае 2011 года во второй день Гран-при в Баку главный директор спорта Международной федерации дзюдо Владимир Барта вручил Ильхаму Закиеву диплом о присвоении пятого дана.
19 ноября этого же года Закиев стал чемпионом Европы, также выиграв при этом лицензионные баллы на Паралимпиаду-2012. В мае 2012 года заслуженному мастеру спорта Азербайджана Ильхаму Закиеву в связи с 8-летием деятельности Фонда Гейдара Алиева в Центре Гейдара Алиева была вручена учреждённая фондом премия «Гызыл Чинар».
На Паралимпийских играх в Лондоне 1 сентября Ильхам, проиграв в четвертьфинале японцу Кенто Масаки, но выиграв утешительные схватки у канадца Тони Уолби и бразильца Вильянса Силвы, завоевал бронзовую медаль. В этом же году распоряжением президента Азербайджана от 14 сентября Закиев был награждён медалью «Прогресс».
5 мая 2013 года во время турнира Большого Шлема в Баку Владимир Барта вручил Ильхаму Закиеву диплом о присвоении шестого дана.
5 декабря 2013 года Закиев выиграл чемпионат Европы, проходивший в Венгрии, в городе Эгер, став тем самым пятикратным чемпионом Европы.
В апреле 2014 года стало известно, что в программу в программу I Европейских игр, которые пройдут в 2015 году в Баку, включено и паралимпийское дзюдо. Азербайджан на этих играх будет представлять Ильхам Закиев. Закиев так прокомментировал свой отбор на игры:
Быть отобранным для представления своей страны на Евроиграх в Баку является огромной честью для меня, и я надеюсь сотворить историю став первым чемпионом подобного соревнования.
4 марта 2015 года состоялась презентация медалей Европейских игр, посвящённая началу отсчёта последних 100 дней до старта игр. В презентации наряду с олимпийским чемпионом по борьбе Намиком Абдуллаевым и победителем Юношеской Олимпиады борцом Теймуром Мамедовым принял участие и Ильхам Закиев.
В сентябре 2014 года Ильхам Закиев принял участие на чемпионате мира в Колорадо-Спрингс. Проиграв в четвертьфинале Кенто Масаки, он занял лишь 5-е место.
| |  |
| Ильхам Закиев в финале I Европейских игр 2015 года и на церемонии награждения с президентом Азербайджана Ильхамом Алиевым |  |

В феврале 2015 года Закиев выиграл Кубок мира, победив в финале своего недавнего обидчика Кенто Масаки. По словам самого Закиева, в финале он «взял реванш у японца Масаки Кэнто за поражение на чемпионате мира прошлого года». Реванш за проигрыш в четвертьфинале Паралимпиады в Лондоне Закиев собирался взять у своего принципиального соперника, как он называл Масаки, уже в Рио-де-Жанейро. Выиграв Кубок мира в Венгрии, Закиев получил возможность выступить на Паралимпийских играх 2016 года в Рио, набрав достаточное количество лицензионных балов для участия в Паралимпиаде.
12 июня 2015 года на церемонии открытия I Европейских игр в Баку Ильхам Закиев в сопровождении победителя Юношеских Олимпийских игр тхэквондиста Саида Гулиева внёс факел игр на Олимпийский стадион. 26 июня 2015 года Закиев, несмотря на наличие мелких травм, состязался в соревнованиях по дзюдо в весовой категории свыше 90 кг в рамках Европейских игр. Схватки Ильхам начал с полуфинала, где одержал победу на представителем Греции Климисом Папахристосом. В финале же он победил украинца Александра Поминова и принёс Азербайджану 18-е золото Европейских игр. Выигранную на играх золотую медаль Ильхам Закиев посвятил президенту страны Ильхаму Алиеву и азербайджанскому народу. Во время награждения Закиев сказал президенту: «Господин Президент, солдат Закиев выполнил ваше задание. Я дал вам слово завоевать эту медаль и, выполнив своё обещание в День вооружённых сил Азербайджана, дарю её вам».

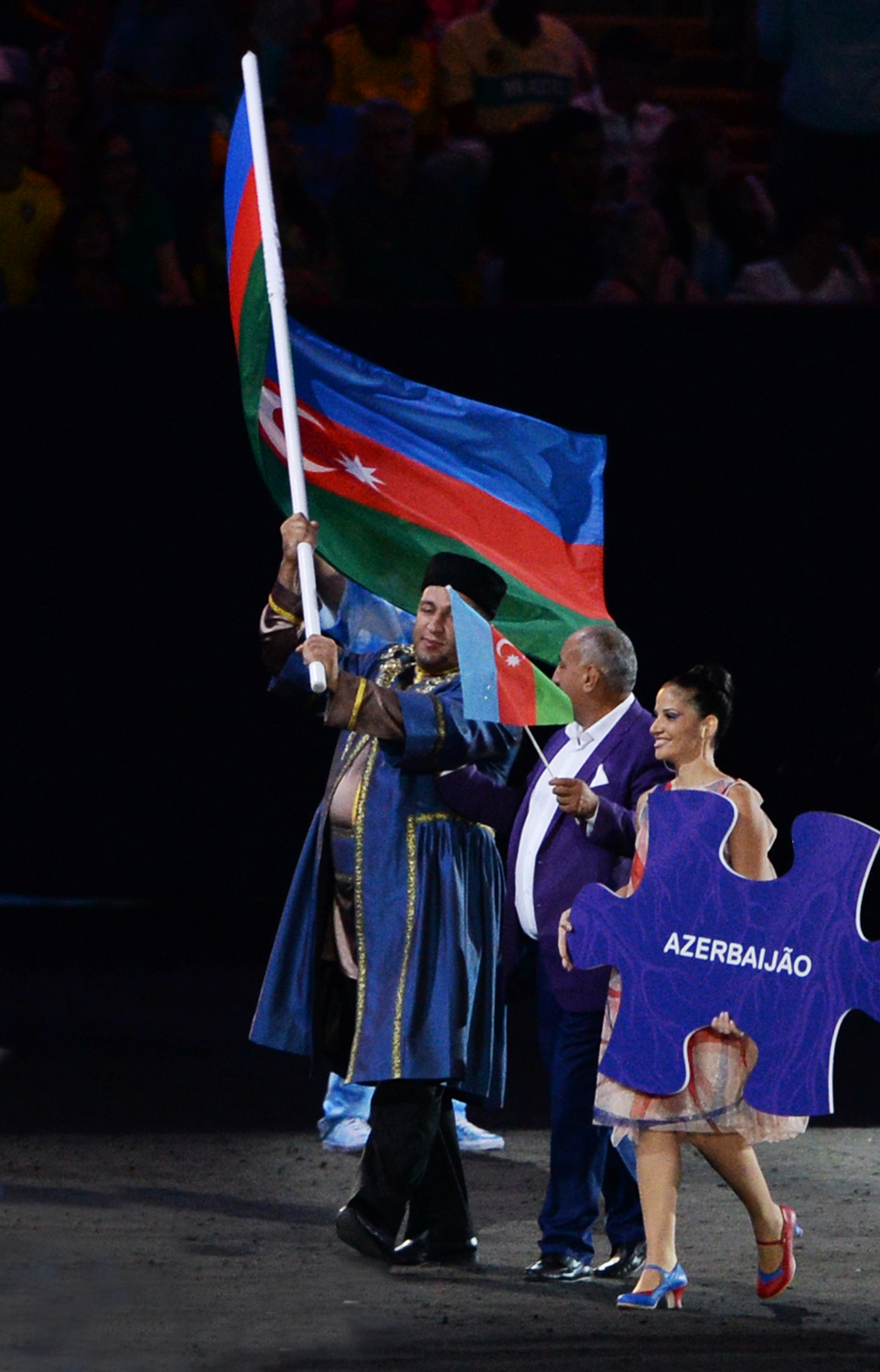
Закиев на церемонии открытия Паралимпийских игр 2016 года в качестве знаменосца

29 июня Ильхам Закиев за высокие достижения на I Европейских играх и большие заслуги в развитии спорта в Азербайджане был награждён орденом «Слава». 1 июля 2015 года Ильхам Закиев был награждён «Паралимпийской медалью» Национального паралимпийского комитета, а также Почётной грамотой Азербайджанской Республики за высокие достижения на I Европейских играх в Баку. В ноябре этого же года Закиев выиграл чемпионат Европы, проходивший в Португалии, в городе Одивелаш, став тем самым шестикратным чемпионом Европы.
В 2016 году Ильхам Закиев окончил Азербайджанскую государственную академию физической культуры и спорта, факультет «Физической культуры и спорта». К летней Паралимпиаде 2016 года в Рио-де-Жанейро Закиев готовился под руководством главного тренера сборной Азербайджана по паралимпийскому дзюдо Ибрагима Ибрагимова. На церемонии открытия этих игр Ильхам Закиев также был знаменосцем сборной, причём на самой церемонии он появился в национальном костюме. В первом же поединке, в четвертьфинале Закиев иппоном проиграл узбекскому дзюдоисту Адилжану Тулендибаеву. В первой утешительной схватке он обыграл Бенджамина Гудриха из США, а во второй — британца Джека Ходжсона. Однако, в схватке за бронзу Ильхам Закиев проиграл Янгалини Хименесу из Кубы, впервые завершив Паралимпийские игры, которые были четвёртыми в его карьере, без медали.  Причину неудачного выступления Закиева его товарищ по команде Рамиль Гасымов объяснил тем, что у Закиева упало давление и были проблемы со здоровьем.
В сентябре 2016 года Ильхам Закиев распоряжением президента Азербайджана Ильхама Алиева был награждён «Почётным дипломом Президента Азербайджанской Республики». 3 марта 2017 года Ильхам Закиев был избран на должность вице-президента Национального паралимпийского комитета Азербайджана. В мае этого же года принял участие на IV Исламских играх солидарности, проходивших в Баку. Здесь он удостоился бронзовой медали, одолев в решающей схватке турецкого дзюдоиста Дурсуна Хайрана.

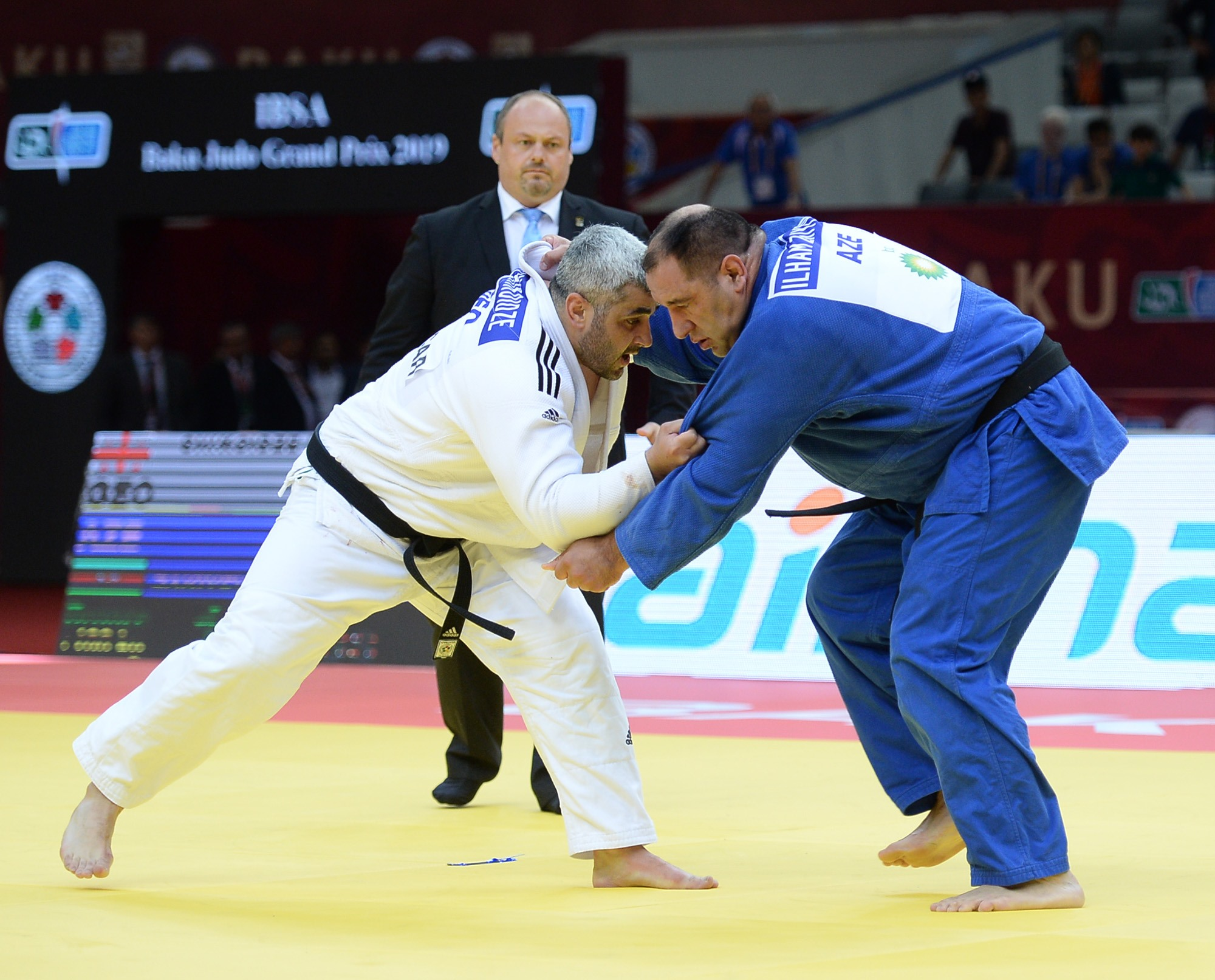
Ильхам Закиев в схватке за третье место с Ревазом Чикоидзе из Грузии. Гран-при Баку 2019

В августе 2017 года Ильхам Закиев стал семикратным чемпионом Европы. Так в четвертьфинале континентального первенства, проходившего в британском городе Уолсолл, Закиев обыграл Абдулу Курамагомедова из России в дополнительное время, а в полуфинале победил Онура Тастана из Турции и вышел в финал. В связи с полученной в полуфинале травмой другого финалиста, россиянина Гайдара Гайдарова, тот не вышел на финальную схватку и титул чемпиона достался Закиеву.
В январе 2018 года Ильхам Закиев был назначен на должность председателя Дисциплинарной комиссии при Национальном паралимпийском комитете Азербайджана.
В мае 2018 года Ильхам Закиев выиграл бронзу Кубка мира в Анталье. В сентябре этого же года во время проведения  чемпионата мира по дзюдо в Баку главный директор спорта Международной федерации дзюдо Владимир Барта вручил Ильхаму Закиеву диплом о присвоении седьмого дана. Тогда же Закиев был включён в Зал славы Международной федерации дзюдо. В ноябре 2018 года Закиев стал бронзовым призёром чемпионата мира в городе Одивелаш (Лиссабон). На этом же чемпионате Закиев в составе мужской сборной Азербайджана стал бронзовым призёром командного турнира.
25 февраля 2019 года Министерством молодёжи и спорта Азербайджана Ильхаму Закиеву присвоено почётное звание «Заслуженный тренер Азербайджанской Республики». В мае 2019 года Ильхам Закиев занял 5-е место на Гран-при Баку.
В июле 2019 года он занял второе место на чемпионате Европы в Генуе. Закиев впервые проиграл в финале первенства континента, уступив грузинскому дзюдоисту Ревазу Чикоидзе. Также на этом чемпионате Закиев в составе смешанной сборной Азербайджана занял первое место в командном турнире. В сентябре 2019 года Закиев занял третье место на Гран-при Ташкента.

#### 2020-е

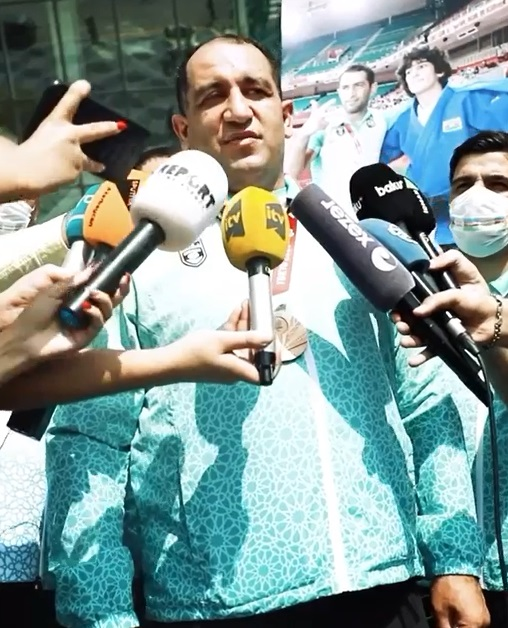
Ильхам Закиев с бронзовой медалью Паралимпийских игр 2020 по приезде в Баку

15 февраля 2021 года в связи с 25-летием Национального паралимпийского комитета Азербайджанской Республики за заслуги в развитии азербайджанского спорта награждён орденом «За службу Отечеству» III степени.
В мае 2021 года на Гран-при по парадзюдо в Баку Закиев проиграл на старте Йордани Фернандеску из Кубы, а в утешительной схватке уступил Дурсуну Хайрану из Турции.
В августе 2021 года Ильхам Закиев выступил на Паралимпийских играх 2020 года  в Токио, которые стали пятыми в его карьере. В стартовой схватке Закиев выиграл у Джека Ходжсона из Великобритании. В четвертьфинале же он уступил Ван-Гьен Чои из Южной Кореи. В этой схватке Закиев сломал пальцы на ноге и проиграл. Врач, который осмотрел Ильхама Закиева после схватки, спросил, будет ли он бороться, на что Закиев ответил: «Конечно, буду. Мы страна победителей. А азербайджанский солдат никогда не сдается». В утешительной схватке Закиев одолел Теодора Суббу из Ямайки и получил шанс бороться за бронзовую медаль. Но в связи с тем, что его соперник Ширин Шарипов из Узбекистана был дисквалифицирован судьями за применение на предыдущем этапе запрещённого приёма, Закиев выиграл бронзовую медаль. Таким образом Ильхам Закиев завоевал свою четвёртую медаль Паралимпийских игр.
Распоряжением президента Азербайджанской Республики Ильхама Алиева от 6 сентября 2021 года Ильхам Закиев за высокие достижения на XVI летних Паралимпийских играх в Токио и заслуги в развитии азербайджанского спорта был награждён орденом «За службу Отечеству I степени».

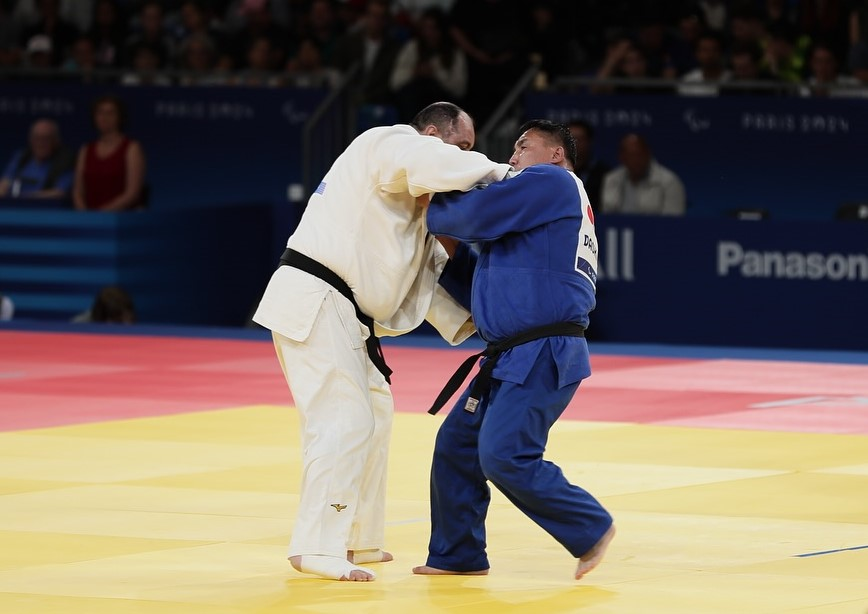
Ильхам Закиев (в белом) борется в схватке за бронзу с Ганбатом Дашцереном из Монголии. Паралимпийские игры 2024 в Париже

В 2022 году Ильхам Закиев в восьмой раз выиграл чемпионат Европы, который состоялся в итальянском Кальяри. В марте 2023 года Закиев стал победителем Гран-при в египетской Александрии. В начале августа этого же года выиграл серебро на чемпионате Европы в Роттердаме. В конце месяца Закиеву также удалось завоевать серебро на Всемирных играх среди слепых и слабовидящих спортсменов в Бирмингеме. 5 декабря 2023 года Закиев выиграл серебряную медаль на Гран-при в Токио. В феврале же 2024 года спортсмен стал третьим на Гран-при в немецком Гейдельберге, одолев в схватве за бронзу монгольского дзюдоиста.
В июле 2024 года стало известно, что Закиев завоевал лицензию на шестые Паралимпийские игры в своей карьере, которые проходили в Париже. По словам спортсмена, этот паралимпийский цикл был трудным для него, так как в связи с травмами он не смог выступить так, как желал. При этом Закиеву удалось войти в топ-3 рейтинга.
Своё выступление на Играх в Париже Закиев начал с четвертьфинала, где уступил сопернику из Франции Джейсону Гранри. В утешительной схватке Закиев одолел нидерландского дзюдоиста Даниэля Кнегта, а в решающей схватке за бронзу он взял верх над представителем Монголии Ганбатом Дашцереном, взяв тем самым свою пятую медаль Паралимпийских игр. По словам спортсмена сразу после церемонии награждения, он был немного недоволен своей подготовкой, которая прошла не на том уровне, на котором он хотел, из-за травм. Позже он заявил, что в проигранной встрече явным образом чувствовал, что судья был на стороне соперника, представлявшего страну-хозяйку Паралимпиады, так как за приём, который Закиев совершил, ему не были зачислены очки, а когда он был в нападении в партере, схватку неоднократно останавливали. При этом имитацию атаки со стороны француза расценивали как активность, присудив Закиеву два штрафных «шидо». Свою победу в малом финале за бронзу Закиев посвятил азербайджанскому народу.
Распоряжением президента Азербайджанской Республики Ильхама Алиева от 10 сентября 2024 года Ильхам Закиев за высокие достижения на XVII летних Паралимпийских играх в городе Париж Франции и заслуги в развитии азербайджанского спорта был награждён орденом «За службу Отечеству» II степени. Указом президента, датированным тем же днем, ему также была присуждена денежная премия в размере 50 000 манатов за третье место на Паралимпийских играх, а его тренер получил премию в размере 25 000 манатов.
В мае 2025 года из-за травмы вынужден был пропустить чемпионата мира в Астане.

## Спортивные достижения
- Чемпион Сумгаита по дзюдо

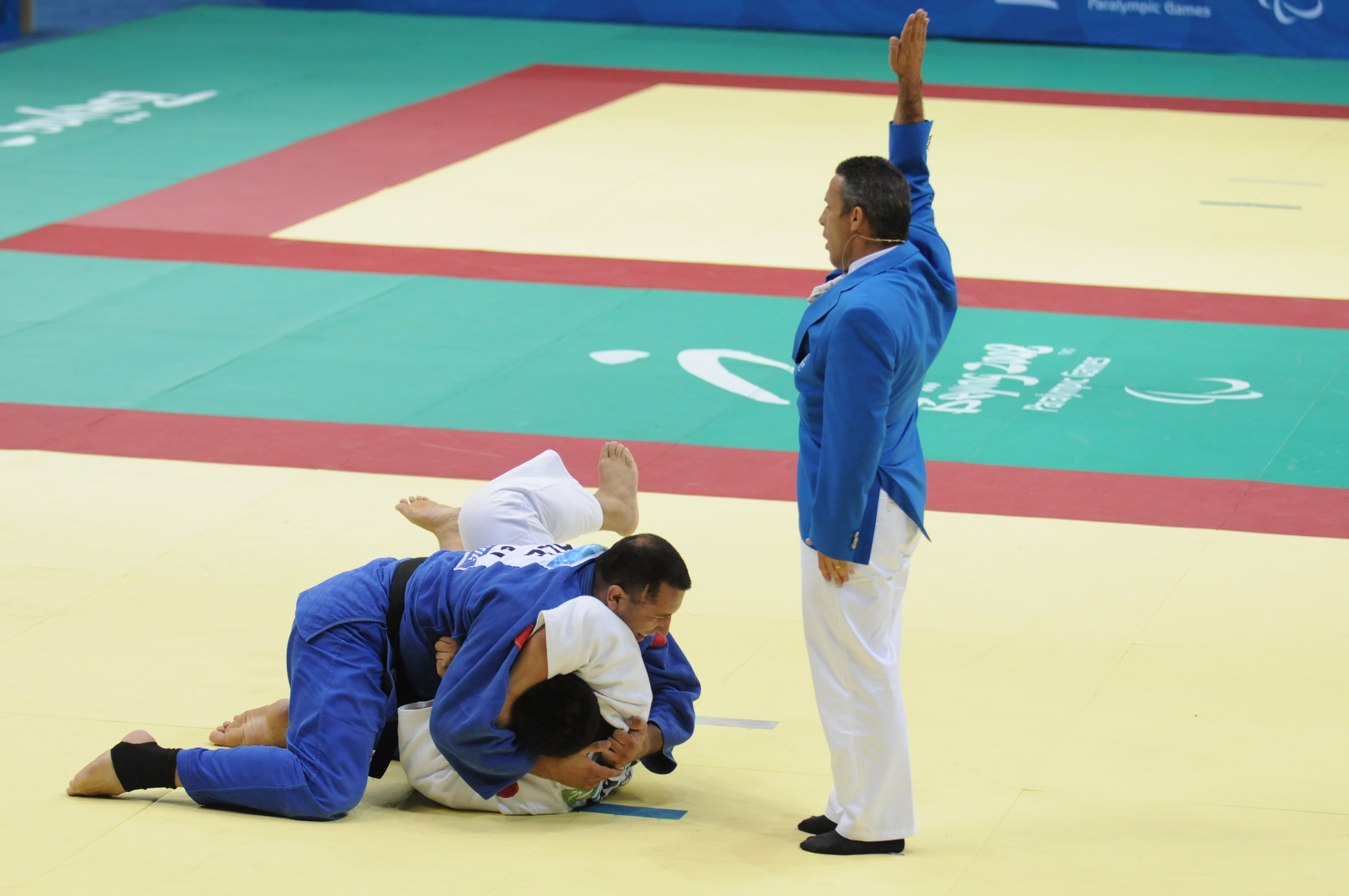
Ильхам Закиев побеждает броском иппон на Паралимпийских играх 2008 года в Пекине

- Призёр молодёжного чемпионата Азербайджана по дзюдо
- Победитель юношеского первенства Азербайджана по самбо
- 1998 — обладатель Кубка Азербайджана по дзюдо
- 2003 — бронзовый призёр II Всемирных игр
- 2004 — чемпион XII летних Паралимпийских игр
- 2005 — чемпион Европы
- 2006 — бронзовый призёр чемпионата мира в командном зачёте
- 2007 — чемпион Европы
- 2007 — чемпион III Всемирных игр
- 2008 — чемпион XIII летних Паралимпийских игр
- 2009 — чемпион Европы
- 2010 — чемпион мира
- 2011 — финалист IV Всемирных игр
- 2011 — чемпион Европы
- 2012 — бронзовый призёр XIV летних Паралимпийских игр
- 2013 — чемпион Европы
- 2015 — обладатель Кубка мира
- 2015 — чемпион I Европейских игр
- 2015 — чемпион Европы
- 2017 — бронзовый призёр IV Исламских игр солидарности
- 2017 — чемпион Европы
- 2018 — бронзовый призёр чемпионата мира
- 2018 — бронзовый призёр Кубка мира
- 2019 — серебряный призёр чемпионата Европы
- 2019 — чемпион Европы в командном зачёте
- 2021 — бронзовый призёр XVI летних Паралимпийских игр
- 2022 — чемпион Европы
- 2022 — серебряный призёр чемпионата мира
- 2022 — чемпион мира в командном зачёте
- 2023 — серебряный призёр чемпионата Европы
- 2023 — финалист VII Всемирных игр
- 2024 — бронзовый призёр XVII летних Паралимпийских игр

### Пути к финалам международных соревнований
| Соревнование                    | Место и время проведения      | Предварительный раунд            | Четвертьфиналы                               | Полуфиналы                                  | Финал                                  |
| Соревнование                    | Место и время проведения      | Соперник Результат               | Соперник Результат                           | Соперник Результат                          | Соперник Результат                     |
| ------------------------------- | ----------------------------- | -------------------------------- | -------------------------------------------- | ------------------------------------------- | -------------------------------------- |
| Летние Паралимпийские игры 2004 | Афины 17—28 сентября          |                                  | Рафаэль Торрес Помпа поб. 1001 / 0001 (1:20) | Фермин Кампос Ариса поб. 0010 / 0000 (0:32) | Ян Роуз поб. 1000 / 0000 (1:02)        |
| Чемпионат Европы 2005           | Влардинген 2—3 апреля         |                                  |                                              |                                             | Жюльен Торин поб.                      |
| Чемпионат Европы 2007           | Баку 17—21 мая                |                                  | Александр Парасюк поб. 1000 / 0000           | Габор Папп поб. 0200 / 0000                 | Жюльен Торин поб. 0200 / 0000          |
| Всемирные игры 2007             | Сан-Паулу 28 июля — 8 августа | Ван Сун поб.                     | Жюльен Торин поб.                            | Грег Дювал поб.                             | Янгалини Хименес поб.                  |
| Летние Паралимпийские игры 2008 | Пекин 7—9 сентября            |                                  | Жюльен Торин поб. 1000 / 0000                | Пак Джун Мин поб. 1000 / 0001               | Ван Сун поб. 1000 / 0000               |
| Чемпионат Европы 2009           | Дебрецен 3—4 июля             |                                  | Александр Парасюк поб. 1110 / 0010           | Тибор Вег поб. 1000 / 0000                  | Константин Капитонов поб. 1000 / 0000  |
| Чемпионат мира 2010             | Анталья 25—29 марта           | Уильям Морган поб. 1000 / 0000   | Янгалини Хименес поб. 1000 / 0000            | Габор Папп поб. 1000 / 0000                 | Хамзе Надри поб. 1000 / 0010           |
| Всемирные игры 2011             | Анталья 1—10 апреля           | Гайдар Гайдаров поб. 1000 / 0000 | Тони Уолби поб. 1000 / 0000                  | Хамза Харкат поб. 1000 / 0000               | Кенто Масаки пор. 0000 / 1000          |
| Чемпионат Европы 2011           | Кроули 18—20 ноября           |                                  | Гайдар Гайдаров поб. 101.3 / 010.2           | Габор Папп поб. 100.0 / 000.0               | Жюльен Торин поб. 100.0 / 000.         |
| Чемпионат Европы 2013           | Эгер 4—5 декабря              |                                  |                                              | Гайдар Гайдаров поб. 100 / 00               | Александр Парасюк поб. 20.0 / 00.1     |
| Кубок мира 2015                 | Эгер 20—22 февраля            |                                  | Гаррах аль-Бдур поб. 100 / 000               | Александр Парасюк поб. 100 / 000            | Кенто Масаки поб. 100 / 000            |
| Европейские игры 2015           | Баку 26 июня                  |                                  |                                              | Климис Папахристос поб. 100 / 000           | Александр Поминов поб. 100 / 000       |
| Чемпионат Европы 2015           | Одивелаш 27-28 ноября         |                                  |                                              | Джек Ходжсон поб. 100 / 000                 | Гайдар Гайдаров поб. 111 / 000         |
| Чемпионат Европы 2017           | Уолсолл 4-6 августа           |                                  | Абдула Курамагомедов поб.                    | Онур Тастан поб.                            | Гайдар Гайдаров поб.                   |
| Чемпионат Европы 2019           | Генуя 26-27 июля              |                                  |                                              | Гайдар Гайдаров поб. 10 / 00                | Реваз Чикоидзе пор. 00 / 01            |
| Чемпионат Европы 2022           | Кальяри 3 сентября            |                                  | Ион Басоч поб. 10 / 01                       | Джейсон Грендри поб. 10 / 00                | Юрий Марченко поб. 10 / 00             |
| Чемпионат мира 2022             | Баку 9 ноября                 | Онур Тастан поб. 10s2 / 00s2     | Ганбат Дашцерен поб. 10 / 00s1               | Джейсон Грендри поб. 11s2 / 01s1            | Виильянс Сильва ди Араужу пор. 00 / 10 |
| Чемпионат Европы 2023           | Роттердам 9 августа           |                                  | Теоклитос Папахристос поб. 10 / 00           | Онур Тастан поб. 11s2 / 00s2                | Ион Басоч пор. 00 / 01                 |
| Всемирные игры 2023             | Бирмингем 24 августа          | Даниел Кнегт поб. 01 / 00        | Абдеррахман Четуане поб. 10s1 / 00sw         | Ги Жилонь поб. 10 / 00                      | Виильянс Сильва ди Араужу пор. 00 / 10 |

|  | Победа в финале    |
|  | Поражение в финале |

## Награды и звания

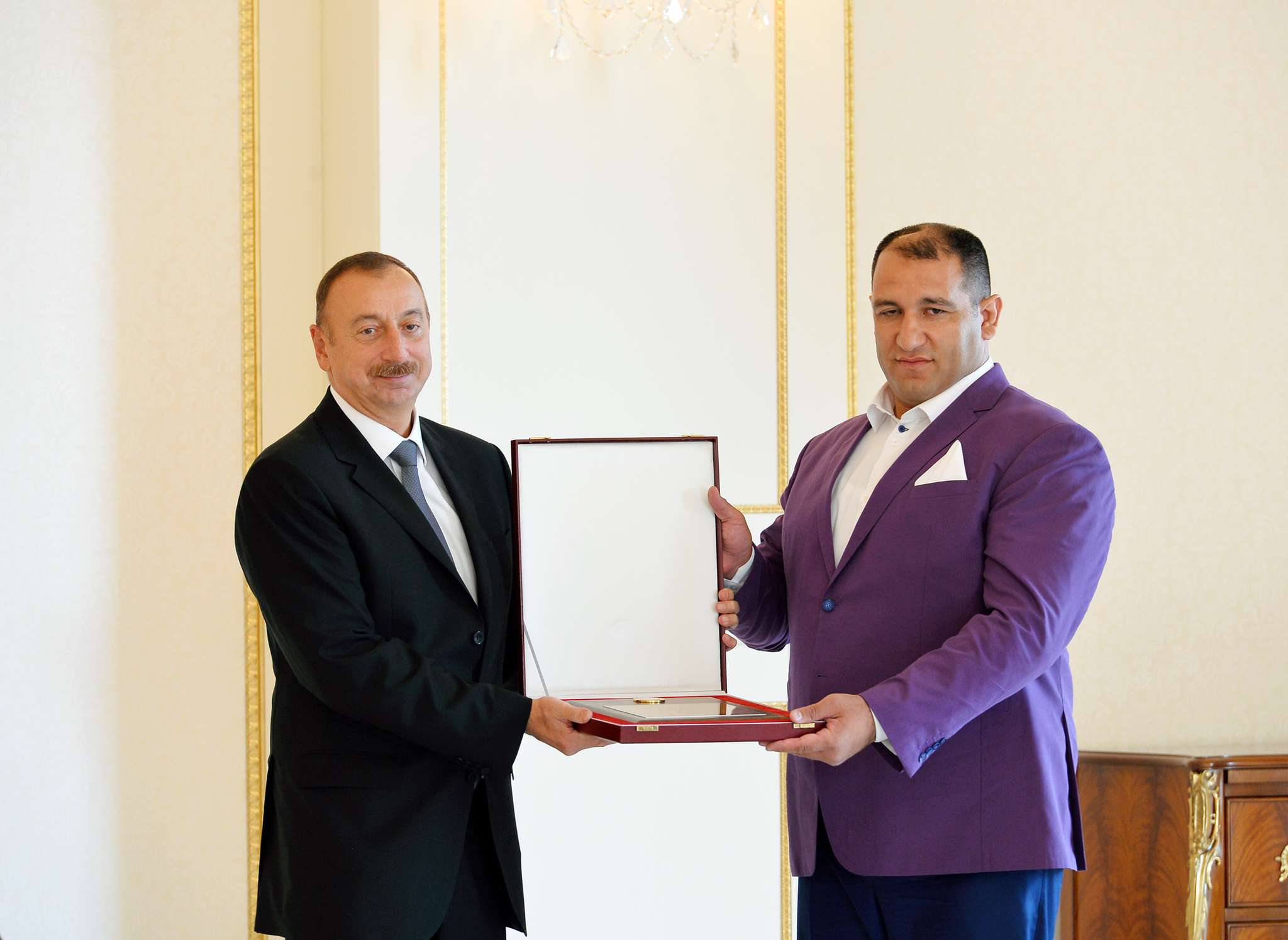
Президент Азербайджана Ильхам Алиев вручает Закиеву почётный диплом Президента Азербайджанской Республики. 23 сентября 2016

- 5 февраля 2008 — Специальная олимпийская стипендия Президента Азербайджанской Республики[78]
- 25 декабря 2008 — Орден «Слава» — за особые заслуги в развитии азербайджанского спорта[79]
- 2009 — заслуженный мастер спорта Азербайджана
- 2012 — премия «Золотой Чинар», учреждённая фондом Гейдара Алиева
- 14 сентября 2012 — Медаль «Прогресс» — за высокие достижения на XIV летних Паралимпийских играх в Лондоне, а также за заслуги в развитии азербайджанского спорта[80]
- 29 июня 2015 — Орден «Слава» — за высокие достижения на I Европейских играх и большие заслуги в развитии спорта в Азербайджане[81]
- 2015 — «Паралимпийская медаль» Национального паралимпийского комитета Азербайджана
- 2015 — Почётная грамота Азербайджанской Республики
- 21 сентября 2016 — Почётный диплом Президента Азербайджанской Республики — за заслуги в развитии азербайджанского спорта[82]
- 2018 — Медаль «100-летие Азербайджанской Демократической Республики»
- 2019 — заслуженный тренер Азербайджана
- 15 февраля 2021 — Орден «За службу Отечеству» 3-й степени — в связи с 25-летием Национального паралимпийского комитета Азербайджанской Республики за заслуги в развитии азербайджанского спорта[83]
- 6 сентября 2021 — Орден «За службу Отечеству» 1-й степени — за высокие достижения на XVI Летних Паралимпийских играх в Токио и заслуги в развитии азербайджанского спорта[84]
- 10 сентября 2024 — Орден «За службу Отечеству» 2-й степени — за высокие достижения на XVII Летних Паралимпийских играх в городе Париж Франции и заслуги в развитии азербайджанского спорта[76]

## Личная жизнь
| |  |
| Ильхам Закиев после победы в финале I Европейских игр 2015 года поднимает руку вверх, благодаря Аллаха (слева), и подбадривает соперника |  |

В 2005 году Ильхам Закиев женился, соблюдая народные традиции, на девушке, которую знал и видел ещё до службы в армии. Письмо с поздравлением отправил также сам президент страны Ильхам Алиев. В семье Закиева растут трое детей: двое сыновей Илькин и Гамза, а также дочь Айнур. Сын Илькин, как говорил Закиев, всюду, где видел флаг Азербайджана, кричит «папа чемпион». Гамза родился 27 июня 2013 года.
В 2011 году о семейной жизни Закиева режиссёром Мехсимом Мехсимовым был снят фильм «Светлая тьма», получивший премию министерства молодёжи и спорта Азербайджана как лучший фильм о молодой семье.
Личным тренером Закиева являлся бронзовый призёр чемпионата мира 2001 года Эльхан Раджабли, сын первого тренера Закиева Ахмеддина Раджабли. Позднее им стал Азад Захидов, работавший ранее в мужской сборной Азербайджана по дзюдо, а позднее ставший помощником главного тренера мужской сборной Азербайджана по парадзюдо Ибрагима Ибрагимова.
Закиев интересуется также футболом и болеет за «Нефтчи», называя этот клуб гордостью азербайджанского футбола. В одном из своих интервью он отрицательно отозвался о журналистах, грубо критикующих «Нефтчи».
Традицией Закиева является подойти к своему сопернику после состязания и ободрить его, поблагодарить за встречу, сказать ему, что он достойный соперник.

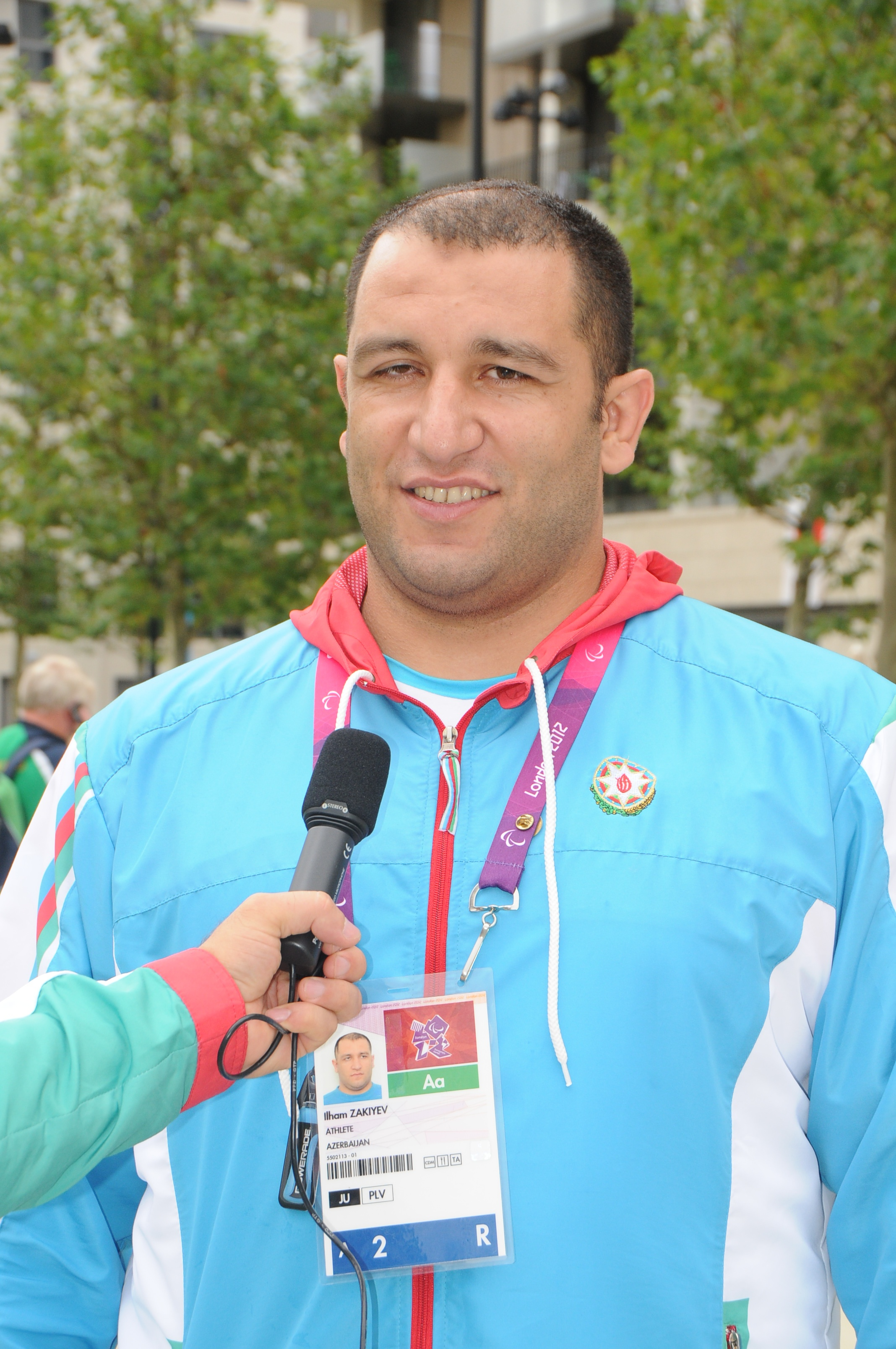
Закиев даёт интервью после выступления на Паралимпийских играх в Лондоне. 2 сентября 2012 года

Закиев, являясь правоверным мусульманином, совершает намаз, не отмечает дни рождения, а после каждой победы на татами поднимает руки наверх, благодаря Аллаха. Намаз Закиев совершает с 2005 года, а также держит пост в месяц Рамазан. В июле 2015 года Закиев совершил паломничество в Мекку.

## Надежда на излечение
Закиев долгое время лечился, но восстановить зрение пока не удалось. После возвращения из армии он обратился с письмом к главе Национального олимпийского комитета Азербайджана, будущему президенту страны Ильхаму Алиеву с просьбой помочь ему в лечении. В 2002 году Закиев встретился с министром спорта и молодёжи Абульфазом Караевым. Алиев и Караев оказали ему содействие и помогли поехать на лечение в Москву. Однако там ему заявили, что пока наука не может вернуть зрение в подобных случаях, и посоветовали отправиться в Израиль или Германию — шанс спасти один глаз ещё оставался.
На встрече президента Ильхама Алиева с призёрами XII Паралимпийских игр, прошедших в 2004 году в Афинах, Ильхам Закиев обратился к президенту: «Господин Президент, я потерял зрение в бою в Карабахе. В 2002 году с вашей помощью и с помощью министра молодёжи и спорта Абульфаза Караева был в Москве. После обследования мне сказали, что подобные случаи можно лечить в клинике штата Мэриленд, в США. Прошу вас помочь мне в возвращении моего зрения». Президент ответил: «Мы займёмся этим. Я поручу, чтобы вас отправили в нужную клинику и оказали нужное лечение. Я лично возьму всё под контроль. Если это излечимо, мы это обязательно вылечим. Поэтому я дам нужные поручения и выделю средства».
В 2005 году при содействии президента Ильхама Алиева для обследования Закиев был отправлен в Израиль (город Хайфа). После обследования ему было сообщено, что восстановить зрение пока невозможно, но в будущем на излечение есть надежда. Мечтой Закиева является представлять Азербайджан на Олимпийских играх.